# Egretius procerus
Egretius procerus är en insektsart som beskrevs av Jacobi 1908. Egretius procerus ingår i släktet Egretius och familjen spottstritar. Inga underarter finns listade i Catalogue of Life.